# Авдєєв Іван Ананійович
Іван Ананійович Авдєєв (1877, місто Одеса — розстріляний 10 жовтня 1936, місто Ленінград, тепер Санкт-Петербург, Російська Федерація) — радянський партійний та господарський діяч, революціонер-підпільник. Член ВЦВК та ЦВК СРСР. Кандидат у члени ЦК ВКП(б) у 1925—1927 роках.

## Життєпис
Працював майстровим Одеських залізничних майстерень. Закінчив технічні вечірні курси. Член РСДРП з 1901 року.
У 1902 році був заарештований за революційну діяльність, але невдовзі звільнений із в'язниці.
Брав активну участь у російській революції 1905—1906 років. Був заарештований у січні 1905 та в 1906 році. У жовтні 1905 року обраний головою страйкового комітету Одеського залізничного вузла, а потім головою правління професійної спілки Одеського району. Одночасно був одним із керівників Одеської ради робітничих депутатів. У грудні 1905 року перейшов на нелегальне становище, виїхав із Одеси до Катеринослава, де працював у бібліотеці депо станції Катеринослав. У 1907 році емігрував із Російської імперії, проживав до 1917 року в містах Цюриху та Аргау (Швейцарія). У квітні 1917 року повернувся до Росії.
З квітня 1917 року — член заводського комітету Охтинського порохового заводу в Петрограді. У 1917 році обраний головою Полюстровської районної думи міста Петрограда.
У 1918—1921 роках — голова виконавчого комітету Пороховської районної ради Петрограда, голова Пороховського районного комітету РКП(б) Петрограда.
У 1920—1922 роках — керуючий Охтинського порохового заводу в Петрограді та начальник Північно-Західного управління військової промисловості.
У 1923—1925 роках — помічник начальника Головного управління військової промисловості Вищої ради народного господарства (ВРНГ) СРСР. У 1925—1927 роках — член правління Головного управління військової промисловості ВРНГ СРСР.
У 1927 році — голова Сталінградської губернської ради народного господарства.
18 грудня 1927 року виключений із партії за участь в опозиції. У червні 1928 року поновлений в членах ВКП(б).
Потім працював директором заводу в Ленінграді.
1936 року заарештований органами НКВС. 10 жовтня 1936 року за звинуваченням в участі в контрреволюційній терористичній організації засуджений Військовою колегією Верховного суду СРСР до страти, того ж дня розстріляний та похований в Ленінграді. 
Посмертно реабілітований.